# Dipsosphecia bestianeli
Dipsosphecia bestianeli är en fjärilsart som beskrevs av Josif Capuse 1973. Dipsosphecia bestianeli ingår i släktet Dipsosphecia och familjen glasvingar. Inga underarter finns listade i Catalogue of Life.